# 3Racha
3RACHA (hangul: 쓰리라차) é um trio sul-coreano de hip-hop da JYP Entertainment. Consiste nos membros Bang Chan (CB97), Seo Chang-bin (SPEARB) e Han Ji-sung (J.ONE), por sua vez membros do grupo de K-pop Stray Kids, onde atuam como a principal equipe de composição. O trio é creditado na maioria das composições e produções da discografia do Stray Kids.

## Histórico

### 2017: Mixtapes e JYP Entertainment
3RACHA foi formada no final de 2016 em Seul, Coréia do Sul. Em 18 de janeiro de 2017, eles lançaram sua primeira mixtape, J:/2017/mixtape, no SoundCloud, consistindo em um total de sete faixas. Eles imediatamente receberam elogios dos ouvintes por sua capacidade de escrever e produzir sua própria música em um nível profissional. Antes do lançamento de seu primeiro EP,  3Days,  eles foram anunciados como parte de um show de "sobrevivência" da JYP Entertainment com o nome de Stray Kids. Durante a exibição de Stray Kids, O 3RACHA lançou vários singles individuais e, no dia 20 de dezembro, um dia após a final de seu show de sobrevivência, eles lançaram um EP chamado Horizon, que era um compilado de todas as músicas que eles já tinham lançado recentemente.

### 2018:Start Linee estreia do Stray Kids
Em janeiro de 2018, o 3RACHA lançou um single intitulado Start Line para comemorar seu primeiro ano como um grupo. O EP de pré-estreia do Stray Kids, intitulado Mixtape também foi lançada com as composições das músicas feitas no show de sobrevivência do Stray Kids, com 3RACHA tendo créditos de escrita e produção durante todo o lançamento. Em 25 de março de 2018, 3RACHA estrearam como membros do Stray Kids com o lançamento do EP, I Am NOT, com o single sendo "Distrito 9". Todos os três membros do 3RACHA participaram da composição e produção do álbum.
Stray Kids lançaram mais dois álbuns em 2018, intitulados I Am Who e I Am You, no qual 3RACHA tem créditos em composição e produção de todas as faixas.

## Membros
- CB97 (nascido Christopher Bang (Bang Chan); hangul: 방찬)
- SPEARB (nascido Seo Chang-bin; hangul: 서창빈)
- J.ONE (nascido Han Ji-sung; hangul: 한지성)

## Discografia

### Mixtapes
| No. | Título          | Letra  | Produtor | Mix & Masterização |
| --- | --------------- | ------ | -------- | ------------------ |
| 1   | "Intro"         | 3RACHA | CB97     | Burning Hair       |
| 2   | "Tik Tok"       | 3RACHA | CB97     | Burning Hair       |
| 3   | "Runner's High" | 3RACHA | CB97     | Burning Hair       |
| 4   | "Don Quixote"   | 3RACHA | CB97     | Burning Hair       |
| 5   | "은석이"        | 3RACHA | CB97     | Burning Hair       |
| 6   | "WOW"           | 3RACHA | SPEARB   | Burning Hair       |
| 7   | "NXT 2 U"       | 3RACHA | CB97     | Burning Hair       |

| No. | Título                   | Letra  | Produtor    | Mix & Masterização |
| --- | ------------------------ | ------ | ----------- | ------------------ |
| 1   | "쉿"                     | 3RACHA | CB97        | CB97               |
| 2   | "작은 Dragon Three 마리" | 3RACHA | CB97        | CB97               |
| 3   | "Peer Pressure"          | 3RACHA | CB97        | CB97               |
| 4   | "Small Things"           | 3RACHA | CB97        | CB97               |
| 5   | "+.-"                    | 3RACHA | CB97        | CB97               |
| 6   | "국산 바나나"            | 3RACHA | CB97        | CB97               |
| 7   | "힘이 돼"                | 3RACHA | J.ONE       | CB97               |
| 8   | "IF" (solo do SPEARB)    | SPEARB | CB97 SPEARB | CB97               |
| 9   | "I SEE" (solo do J.ONE)  | J.ONE  | J.ONE CB97  | CB97               |

| No. | Título           | Letra  | Produtor | Mix & Masterização |
| --- | ---------------- | ------ | -------- | ------------------ |
| 1   | "Matryoshka"     | 3RACHA | CB97     | CB97               |
| 2   | "Hoodie Season"  | 3RACHA | CB97     | CB97               |
| 3   | "P.A.C.E."       | 3RACHA | CB97     | CB97               |
| 4   | "고장난 나침반"  | 3RACHA | CB97     | CB97               |
| 5   | "Placebo"        | 3RACHA | CB97     | CB97               |
| 6   | "SCENE STEALERS" | 3RACHA | CB97     | CB97               |
| 7   | "Double Knot"    | 3RACHA | CB97     | CB97               |
| 8   | "For You"        | 3RACHA | CB97     | CB97               |

### Singles
| Título       | Letra         | Produtor | Ano  | Ref.   |
| ------------ | ------------- | -------- | ---- | ------ |
| "Start Line" | 3RACHA        | CB97     | 2018 | [ 12 ] |
| "ZONE"       | 3RACHA        | CB97     | 2018 | [ 13 ] |
| "Carpe Diem" | SPEARB, J.ONE | CB97     | 2020 | [ 14 ] |

### Faixas Excluídas
| Título                      | Letra  | Lançado com     | Ano  | Ref.   |
| --------------------------- | ------ | --------------- | ---- | ------ |
| "The Dreamz"                | 3RACHA | J:/2017/mixtape | 2017 | [ 16 ] |
| "Complain"                  | 3RACHA | J:/2017/mixtape | 2017 | [ 17 ] |
| "42"                        | 3RACHA | J:/2017/mixtape | 2017 | [ 18 ] |
| "₩1,000,000"                | 3RACHA | J:/2017/mixtape | 2017 | [ 19 ] |
| "Cloud -9"                  | 3RACHA | J:/2017/mixtape | 2017 | [ 20 ] |
| "건들지마"                  | 3RACHA | J:/2017/mixtape | 2017 | [ 21 ] |
| "Bucket List"               | 3RACHA | J:/2017/mixtape | 2017 | [ 22 ] |
| "그림자도 빛이 있어야 존재" | 3RACHA | 3Days           | 2017 | [ 23 ] |
| "깨"                        | 3RACHA | 3Days           | 2017 | [ 24 ] |
| "ID:a"                      | 3RACHA | 3Days           | 2017 | [ 25 ] |
| "Subway Pt.II"              | 3RACHA | 3Days           | 2017 | [ 26 ] |
| "Cypher I"                  | 3RACHA | 3Days           | 2017 | [ 27 ] |
| "지갑방"                    | 3RACHA | 3Days           | 2017 | [ 28 ] |
| "Alchemistry"               | 3RACHA | 3Days           | 2017 | [ 29 ] |